# Шаляпин, Фёдор Иванович
Фёдор Ива́нович Шаля́пин (1 [13] февраля 1873, Казань — 12 апреля 1938, Париж) — русский оперный и камерный певец (высокий бас), который в разное время был солистом Большого и Мариинского театров, а также театра Метрополитен Опера.
Первый народный артист Республики (1918—1927, звание возвращено в 1991), в 1918—1921 годах — художественный руководитель Мариинского театра. Получил репутацию артиста, который соединил в своём творчестве «прирождённую музыкальность, яркие вокальные данные, необыкновенное актёрское мастерство». Оказал большое влияние на мировое оперное искусство. Занимался в разное время живописью, графикой, скульптурой и снимался в кино. Писатель-мемуарист.

## Биография
Сын крестьянина Ивана Яковлевича Шаляпина (1838—1901), приписанного к деревне Сы́рцевы Вожгальской волости Вятского уезда Вятской губернии. Мать Шаляпина Евдокия Михайловна (в девичестве Прозорова, 1845—1891) была крестьянкой из деревни Дудинской Кумёнской волости Вятской губернии. Иван Яковлевич и Евдокия Михайловна повенчались 27 января 1863 года в Преображенской церкви села Вожгалы. В поисках заработка Шаляпины часто переезжали и с 1872 года жили в Казани, в селе Ометьево, в Суконной слободе и в Татарской слободе. Иван Яковлевич служил писцом в Казанской уездной земской управе. В Казани во флигеле дома купца Лисицына 1 февраля 1873 и родился будущий певец. В детстве Фёдор был певчим в церковном хоре. Мальчиком его отдали на обучение сапожному делу к Н. А. Тонкову, затем В. А. Андрееву. Получил начальное образование в частной школе Ведерниковой, затем учился в Четвёртом приходском училище в Казани, позже — в Шестом городском начальном двухклассном училище. С 1876 по 77-й семья Шаляпиных жила в деревне Кощаково Казанского уезда. В мае 1885 года Шаляпин окончил училище, получив высший балл. В том же году отец устроил Фёдора учеником в открывшееся ремесленное училище в Арске. «Мне думалось, — вспоминал Шаляпин, — что я еду в какую-то прекрасную страну, и тихо радовался, что уезжаю из Суконной слободы, где жизнь становилась всё тяжелее для меня».

### Начало карьеры
Началом своей артистической карьеры сам Шаляпин считал 1889 год, когда он поступил в драматическую труппу Василия Серебрякова на должность статиста. 29 марта 1890 года состоялось первое выступление Шаляпина — он исполнил партию Зарецкого в опере Петра Чайковского «Евгений Онегин» в постановке Казанского общества любителей сценического искусства. Весь май и начало июня 1890 года Шаляпин был хористом опереточной антрепризы Серебрякова.
19 сентября 1890 года переехал из Казани в Уфу и начал работать в хоре опереточной труппы под руководством Семёна Семёнова-Самарского. Получил сольную партию Стольника в опере Станислава Монюшко «Галька», заменив заболевшего артиста. Этот дебют выдвинул 17-летнего Шаляпина, которому изредка стали поручать небольшие оперные партии, например, Феррандо в «Трубадуре». Однажды Шаляпин упал на сцене, сев мимо стула, — с тех пор он всю жизнь зорко следил за креслами на сцене, опасаясь вновь промахнуться.
В следующем году выступил в партии Неизвестного в «Аскольдовой могиле» Алексея Верстовского. Ему было предложено место в Уфимском земстве, однако начинающий певец примкнул к приехавшей в Уфу украинской труппе Георгия Деркача. Странствования с ней привели его в Тифлис, где ему впервые удалось серьёзно заняться своим голосом благодаря певцу Дмитрию Усатову. Усатов не только одобрил голос Шаляпина, но, ввиду отсутствия у последнего материальных средств, стал бесплатно давать ему уроки пения и вообще принял в его жизни большое участие. Он же устроил Шаляпина в тифлисскую оперу Виктора Людвигова-Форкатти и Владимира Любимова. Шаляпин прожил в Тифлисе год, исполняя в опере первые басовые партии.
В 1893 году перебрался в Москву, а в 1894 году — в Санкт-Петербург, где пел в «Аркадии» в оперной труппе Михаила Лентовского. Зимой 1894—1895 годов выступал в оперном товариществе в Панаевском театре, в труппе Ивана Зазулина. Прекрасный голос начинающего артиста и, в особенности, выразительная музыкальная декламация вместе с правдивой игрой обратили на него внимание критики и публики. В 1895 году Шаляпин был принят дирекцией Императорских театров в состав Санкт-Петербургской оперной труппы. На сцене Мариинского театра с успехом пел партии Мефистофеля («Фауст» Шарля Гуно) и Руслана («Руслан и Людмила» Михаила Глинки). Разнообразное дарование Шаляпина выразилось и в комической опере Доменико Чимарозы «Тайный брак», но не получило должной оценки. В сезон 1895—1896 годов он «появлялся довольно редко и притом в мало подходящих для него партиях».

### Мамонтовская опера
Меценат Савва Мамонтов, державший в то время оперный театр в Москве, заметив в Шаляпине выдающееся дарование, уговорил его перейти в свою труппу. Шаляпин пел в мамонтовской «Частной русской опере» в 1896—1899 годах, и за эти четыре сезона приобрёл широкую известность. Здесь он развился в художественном смысле и развернул свой сценический талант, исполнив ряд сольных партий. Благодаря тонкому пониманию русской музыки вообще и новейшей в частности, он индивидуально и глубоко правдиво создал ряд значительных образов в таких произведениях русских композиторов, как «Псковитянка» (Иван Грозный), «Садко» (Варяжский гость) и «Моцарт и Сальери» (Сальери) Н. А. Римского-Корсакова; «Русалка» (Мельник) А. С. Даргомыжского; «Жизнь за царя» (Иван Сусанин) М. И. Глинки; «Борис Годунов» (Борис Годунов) и «Хованщина» (Досифей) М. П. Мусоргского. В то же время он работал и над ролями в иностранных операх; так, роль Мефистофеля в опере Ш. Гуно «Фауст» получила в его передаче яркое, сильное и своеобразное освещение.
Мамонтов, давая Шаляпину карт-бланш, помог раскрыться таланту певца. Сам Шаляпин позднее вспоминал:

С. И. Мамонтов сказал мне:
— Феденька, вы можете делать в этом театре всё, что хотите! Если вам нужны костюмы, скажите, и будут костюмы. Если нужно поставить новую оперу, поставим оперу!
Всё это одело душу мою в одежды праздничные, и впервые в жизни я почувствовал себя свободным, сильным, способным побеждать все препятствия.

В автобиографической книге «Маска и душа» Шаляпин характеризует эти годы творческой жизни как важнейшие: «У Мамонтова я получил тот репертуар, который дал мне возможность разработать все основные черты моей артистической натуры, моего темперамента».

### Расцвет творчества
В 1899 году Шаляпин вновь поступил на службу в Императорские театры — на этот раз он пел в Москве, в Большом театре, где пользовался громадным успехом. Гастрольные выступления Шаляпина на императорской Мариинской сцене составляли своего рода события в петербургском музыкальном мире.
В 1901 году Шаляпин дал 10 представлений в миланском театре «Ла Скала»: его выступление в заглавной партии в опере А. Бойто «Мефистофель» было высоко оценено.
В революцию 1905 года жертвовал сборы от своих выступлений рабочим. Его выступления с народными песнями («Дубинушка» и др.) порой превращались в политические демонстрации. В 1907—1908 годах гастролировал в США и Аргентине.
С 1914 года выступал в частных оперных антрепризах С. И. Зимина в Москве и А. Р. Аксарина в Петрограде.
В 1915 году состоялся дебют Шаляпина в кино: он исполнил роль Ивана Грозного в исторической кинодраме «Царь Иван Васильевич Грозный» (по драме Льва Мея «Псковитянка»).
В 1917 году при постановке на сцене Большого театра оперы Дж. Верди «Дон Карлос» Шаляпин выступал не только как певец, исполняя партию Филиппа, но и как режиссёр. Его следующим режиссёрским опытом стала постановка оперы А. С. Даргомыжского «Русалка». На главную партию он выбирает молодую певицу К. Г. Держинскую.
Во время Первой мировой войны певец открыл на собственные средства два лазарета для раненых солдат, не оповещая общественность о своей благотворительности. Юрист М. Ф. Волькенштейн (он много лет вёл финансовые дела Шаляпина), вспоминал: «Если б только знали, сколько через мои руки прошло денег Шаляпина для помощи тем, кто в этом нуждался!».

### Революционный период
С 1918 года Шаляпин — художественный руководитель бывшего Мариинского театра.
В октябре 1918 года, желая подчеркнуть особую роль в обществе Шаляпина, нарком просвещения РСФСР А. В. Луначарский в антракте после первого акта оперы «Севильского цирюльника» на сцене Мариинского театра публично поздравил Фёдора Ивановича с присвоением звания «народного артиста». Спустя месяц, 13 ноября 1918 года, вышло постановление Совета Народных Комиссаров Союза коммун Северной области с формулировкой — «в ознаменование заслуг перед русским искусством — высокодаровитому выходцу из народа, артисту Государственной оперы в Петрограде Фёдору Ивановичу Шаляпину — даровать звание Народного артиста». Через три дня общее собрание артистов-солистов театра даровало Шаляпину звание заслуженного артиста государственных театров.

### В эмиграции
С июля 1922 года Шаляпин — на гастролях за границей, в частности в США, где его американским импресарио был Соломон Юрок. Певец уехал вместе со своей второй женой — Марией Валентиновной. Его долгое отсутствие вызывало подозрения и отрицательное отношение в Советской России; так, в 1926 году В. В. Маяковский в «Письме к Горькому» писал:

| Или жить вам, |                    |
|               | как живёт Шаляпин, |
| раздушёнными аплодисментами оляпан? |
| Вернись |        |              |
|         | теперь |              |
|         |        | такой артист |
| назад |                      |
|       | на русские рублики — |
| я первый крикну: |                   |
|                  | — Обратно катись, |
| народный артист Республики! |
В 1927 году сборы от одного из своих концертов Шаляпин пожертвовал детям эмигрантов, что было представлено 31 мая 1927 года в журнале «РАБИС» (печатном органе ЦК Всероссийского профсоюза работников искусств) неким С. Симоном как поддержка белогвардейцев. В последующих номерах регулярно появлялись подобные осуждающие заметки, и уже вскоре, 21 июня 1927 года, там же было опубликовано постановление ЦЕКРАБИСа с предложением лишить Фёдора Шаляпина звания Народного артиста Республики. Подробно об этой истории было написано в автобиографии Шаляпина «Маска и душа». 24 августа 1927 года Постановлением Совнаркома РСФСР он был лишён звания Народного артиста и права возвращаться в СССР. Такое решение обосновывалось тем, что он не желал вернуться в Россию или, согласно другим источникам, тем, что он якобы жертвовал деньги эмигрантам-монархистам.
«Предложения о восстановлении Ф. И. Шаляпину посмертно звания Народного артиста Республики» рассматривались ЦК КПСС и Верховным Советом РСФСР в 1956 году, но не были приняты. Постановление 1927 года было отменено через 53 года после смерти певца. 10 июня 1991 года Совет Министров РСФСР принял Постановление № 317, предписывающее

Отменить постановление Совнаркома РСФСР от 24 августа 1927 года «О лишении Ф. И. Шаляпина звания „Народный артист“» как необоснованное.

В конце лета 1932 года Шаляпин снялся в кино, исполнив главную роль в фильме Георга Пабста «Приключения Дон Кихота» по одноимённому роману Сервантеса. Фильм был снят сразу на двух языках — английском и французском, с двумя составами актёров. Музыку к фильму написал Жак Ибер, натурные съёмки проходили близ Ниццы. В 1935—1936 годах Шаляпин вместе с аккомпаниатором Жоржем де Годзинским отправился в свои последние гастроли — на Дальний Восток. В Маньчжурии, Китае и Японии он дал 57 концертов.
Весной 1937 года у Шаляпина был обнаружен лейкоз. 12 апреля 1938 года, на 66-м году жизни, он скончался в Париже на руках жены.
14 апреля в газете «Известия» рядом с телеграфным сообщением о смерти Шаляпина была опубликована заметка с осуждением его эмиграции и уничижительной оценкой деятельности Шаляпина за рубежом. Под текстом стояла подпись Марка Рейзена, однако вскоре тот опротестовал её. 22 апреля редакция «Известий» публично извинилась перед Рейзеном и дала пояснения: заметка была написана сотрудником редакции «Известий» А. Эфроимсоном после телефонного разговора с Рейзеном, однако в ней оказались «грубо искажены высказанные им в беседе мысли о Шаляпине, как художнике».
Похоронен на парижском кладбище Батиньоль (25-й дивизион). На могильной плите сделана надпись: «Здесь покоится Фёдор Шаляпин, гениальный сын земли русской».
После переговоров с бароном Эдуардом фон Фальц-Фейном и советским писателем Юлианом Семёновым Фёдор Фёдорович Шаляпин разрешил перенесение праха отца из Франции в Россию, о чём 24 декабря 1982 года в Вадуце, в резиденции барона Эдуарда Фальц-Фейна, в присутствии хозяина и Юлиана Семёнова был составлен соответствующий документ. Церемония перезахоронения состоялась на Новодевичьем кладбище в Москве 29 октября 1984 года без участия Фальц-Фейна. 31 октября 1986 года там был установлен надгробный памятник работы скульптора А. Елецкого и архитектора Ю. Воскресенского. После смерти Фёдора Фёдоровича барон выкупил фамильные реликвии Шаляпиных, которые остались в Риме, и подарил их Дому-музею Шаляпина в Санкт-Петербурге.

## Творчество
Голос певца — высокий бас (возможно, бас-баритон) светлого тембра. Современники отмечали превосходную дикцию певца, полётный голос, слышный даже в самых удалённых от сцены местах.
Согласно распространённой точке зрения, свою популярность Шаляпин снискал не столько как певец, сколько как выдающийся артист, мастер перевоплощения и художественного слова. Высокий, статный, с выразительными чертами лица, с пронзительным взглядом, Шаляпин производил неизгладимое впечатление в своих лучших трагических ролях (Мельник из Русалки, Борис Годунов, Мефистофель, Дон Кихот). Шаляпин потрясал зрителей неистовым темпераментом, выпевал каждую ноту, находил очень точные и искренние интонации для каждого слова песни, был абсолютно органичен и достоверен на сцене.
Партнёрами певца в разные годы были А. М. Давыдов, Т. Даль Монте, Д. де Лука, М. Дейша-Сионицкая, Н. Ермоленко-Южина, И. Ершов, П. Журавленко, E. Збруева, Э. Карузо, К. Держинская, В. Касторский, E. Куза, Н. М. Ланская, Л. Липковская, Ф. Литвин, Е. Мравина, В. Петров, Т. Руффо, Н. Салина, Т. Скипа, П. Словцов, Д. Смирнов, Л. Собинов, Р. Сторкьо, Г. Угринович, М. Черкасская, В. Эберле, Л. Яковлев, А. Шеманский.
Талант Шаляпина не ограничивался музыкальной и актёрской деятельностью. Фёдор Шаляпин был замечательным рисовальщиком, пробовал себя в живописи и в скульптуре. Сохранилось множество портретов, автопортретов, рисунков и карикатур его работы. Проявлял большие литературные способности, демонстрируя в своих письменных произведениях большой и сметливый природный ум, незаурядное чувство юмора, цепкую наблюдательность.
Максим Горький отговорил Шаляпина от политической деятельности и членства в какой-либо политической партии, считая, что он не должен растрачивать свой талант на партийную суету.

### Роли в кино
- 1915 — Иван Грозный, «Царь Иван Васильевич Грозный»
- 1933 — Дон Кихот, «Дон Кихот[нем.]» (режиссёр Георг Вильгельм Пабст)

## Личная жизнь
Шаляпин был дважды женат.
Со своей первой женой, итальянской балериной Иолой Торнаги, Шаляпин познакомился в Нижнем Новгороде. Обвенчались в церкви села Гагино в 1898 году. В этом браке у четы Шаляпиных родилось шестеро детей:
- Игорь (1899-1903[источник не указан 897 дней], умер в возрасте 4 лет),
- Ирина[30] (1900—1978),
- Лидия (1901−1975[источник не указан 897 дней]),
- Борис (1904—1979),
- близнецы Фёдор (1905—1992[источник не указан 897 дней]) и Татьяна (1905—1993)[31].

Состоя в браке, Фёдор Иванович сблизился с Марией Валентиновной Петцольд (урождённой Элухен; 1882—1964), у которой уже было двое детей от первого брака. У них родилось три дочери:
- Марфа (1910—2003),
- Марина (1912—2009),
- Дасия (1921—1977).

Фактически у Шаляпина появилась вторая семья, а первый брак не был расторгнут. Одна семья жила в Москве, вторая — в Петрограде, и между собой они не общались. Брак Марии Валентиновны и Шаляпина был оформлен официально в одной из русских церквей в Праге во время его сольных гастролей, предположительно 10 ноября 1927 года.
Из детей Шаляпина дольше всех прожила Марина, которая скончалась на 98-м году жизни.

## Награды
- 1902 — орден Золотой звезды III степени (Бухарский эмират).
- 1907 — золотой крест Прусского орла.
- 1908 — кавалер ордена Почётного легиона
- 1910 — звание Солиста Его Величества (Россия).
- 1912 — звание Солиста Его Величества итальянского короля.
- 1913 — звание Солиста Его Величества английского короля.
- 1914 — английский орден за особые заслуги в области искусства.
- 1914 — орден Святого Станислава III степени (Россия).
- 1916 — офицер ордена Почётного легиона
- 1918 — звание Народного артиста Республики (присвоено впервые).
- 1934 — командор ордена Почётного легиона (Франция).

## Адреса

### В Казани
- 1873, 1874 — флигель дома П. Д. Лисицина, по улице Пушкина, 10 (снесён)[35];
- 1875 — Суконная слобода;
- 1876 — Ново-Татарская слобода;
- 1878 — дом Т. К. Григорьева, Аметьево;
- 1879—1881 — дом П. Д. Лисицина, улица Пушкина, 10;
- 1881 — дом И. С. Клычева, улица Некрасова, 27 (снесён);
- 1881—1882 — дом З. Б. Усманова, Татарская слобода, улица Московская, 64 (снесён, сохранился двор);
- 1882—1885 — дом В. Н. Пикулиной, Суконная слобода, улица Тихомирнова, 5 (снесён).

### В Уфе
- 1890 — улица Павлуновского, 6 (снесён 25 ноября 1986 года[36])[37][38];
- 1890—1891 — улица Гоголя, 1[39][40] — с 2020 года объект культурного наследия регионального значения «Дом, где жил русский певец Ф. И. Шаляпин». Входит в проект планировки квартала под снос и строительство[41].

### В Крыму
- 1908 — «дачная колония» Л.Андреева и Ф. И. Шаляпина в Капсихоре[42] (район современных улиц Школьная и Чехова)

### В Санкт-Петербурге
- 1894—1895 — гостиница «Пале Ройяль» — Пушкинская улица, 20;
- 1899 — Колокольная улица, 5;
- 1901 — конец 1911 — меблированные комнаты О. Н. Мухиной, Большая Морская улица, 16;
- 1909 — меблированные комнаты в квартире Животовских, Набережная Крюкова канала, 10;
- конец 1911 — весна 1912 — доходный дом на Литейном проспекте, 45;
- лето 1912 — осень 1914 — Никольская площадь, 4, кв. 2;
- осень 1914 — 22 июня 1922 — Пермская улица, 2, кв. 3. Собственный дом Шаляпина в Петрограде. Занимал с семьёй второй этаж дома. В апреле 1975 года на этом месте был открыт первый Мемориальный музей Ф. И. Шаляпина. В экспозиции музея представлен оригинальный портрет Фёдора Шаляпина кисти Бориса Кустодиева. В июне 2022 года музей временно переехал в Москву, в Национальный музей музыки[43].

### В Москве
Шаляпин впервые оказался в Москве в начале лета 1894 года, когда в театральном бюро Е. Н. Рассохиной (Георгиевский переулок, 1) он подписал контракт на выступления в Петербурге и Казани. До 1899 года Шаляпин жил во флигеле дома № 36 на Долгоруковской улице (не сохранился), затем — в доме № 9 по Большому Чернышевскому переулку. Примерно год спустя он переехал в дом № 24 в Леонтьевском переулке, после чего в 1904 году поселился в 3-м Зачатьевском переулке, в доме № 3. Здесь в его семье вскоре после переезда родился сын Борис, а в следующем году — двойняшки Фёдор и Татьяна. Этот дом находился в аварийном состоянии, пока в 2016 году, после судебных слушаний, не началась его активная реставрация. Следующим адресом Шаляпина в Москве стал особняк на Новинском бульваре, где сегодня находится его дом-музей.

### В Плёсе
В 1910 году Шаляпин впервые приехал в Плёс, который ему так понравился, что в его окрестностях он выкупил пустошь Хмельницы по соседству с имением С. А. Шулепникова «Утешное». Проект дачи, пригодной для размещения 15 человек, считая членов семьи, гостей и прислугу, был разработан архитектором В. С. Кузнецовым, с которым Шаляпин посетил Плёс в 1912 году. Постройка была закончена к 1914 году, однако Шаляпин не смог воспользоваться дачей из-за начала Первой мировой войны. В 1918 году дачу заняла сельская коммуна, в 1921 году её использовали для размещения голодающих детей Поволжья. В августе 1922 года дача Шаляпина была представлена к муниципализации Середским УИК, но муниципализация этой дачи не была утверждена главным управлением коммунального хозяйства. В 1923 году дачу расширили дополнительными постройками и использовали под дом отдыха.

## Память

### Россия

#### Музеи
- Дом-музей Ф. И. Шаляпина, филиал Театрального музея, Санкт-Петербург .
- Музей-усадьба Ф. И. Шаляпина в Москве в составе Российского национального музея музыки.
- Дом-музей Шаляпина в Кисловодске.
- Музей А. М. Горького и Ф. И. Шаляпина в Казани.
- Музей Ф. И. Шаляпина в Нижнем Новгороде.
- Уфимское отделение Межрегионального Шаляпинского центра в Уфе[50][51]. Музей музыки с экспозицией, посвящённой Ф. И. Шаляпину, откроется в доме усадьбы Соловьёвых, но не в доме, где он жил в Уфе, который вошёл в проект планировки квартала под снос и строительство[52][53][54].

#### Памятники
- В 1967 году открыта мемориальная доска на здании Дворянского собрания в Уфе[55].
- 31 октября 1986 года состоялось открытие надгробного памятника[56].
- 29 августа 1999 года установлен памятник в Казани.
- В 2003 году установлен памятник в Москве.
- В 2007 году открыт мемориальный ансамбль со скульптурой в Уфе.
- В августе 2014 года памятник установлен в Кирове[57].
- В сентябре 2020 года открыт памятник в Плёсе[58].
- В сентябре 2022 года в Санкт-Петербурге был установлен закладной камень для установки памятника[59].

#### Другое
- В 1973 году в СССР турбоходу присвоено имя Шаляпина (разобран после 2005 года).
- 8 февраля 1982 года в Казани открылся первый международный оперный фестиваль его имени[60].
- С 1991 года в Уфе проводится международный фестиваль оперного искусства «Шаляпинские вечера в Уфе»[61][62].
- На 2013 год имя Шаляпина носят 17 улиц, два переулка и деревня в Ивановской области[63].
- На родине родителей в селе Вожгалы имя Ф. И. Шаляпина носит детская школа искусств, на базе которой регулярно проводятся Шаляпинские вечера. Сам Фёдор Иванович приезжал в Вожгалы навестить больного отца, пожертвовал деньги на строительство Народного дома в селе.
- Имя Шаляпина носит речной четырёхпалубный теплоход проекта 92-016 (не эксплуатируется с 2013 года).
- 8 марта 2023 года Санкт-Петербургский Мюзик-Холл был переименован в Музыкальный театр имени Шаляпина[64].

### Казахстан
- Улица Шаляпина в Алма-Ате.
- Улица Шаляпина в городе Рудный (Кустанайская область)[источник не указан 2881 день].

### Украина
- Улица Шаляпина в Харькове.

### США
- Звезда Фёдора Шаляпина на голливудской «Аллее славы» за вклад в индустрию звукозаписи.

### Великобритания
- Введён в Зал славы журнала Gramophone[65].

### Киновоплощения
- Николай Охлопков («Яков Свердлов», 1940)
- Александр Огнивцев («Римский-Корсаков», 1953)
- Виктор Степанов («Под знаком Скорпиона», 1996)
- Александр Блок («Секретная служба Его Величества», 2006)
- Александр Клюквин («Пётр Лещенко. Всё, что было…», 2013)
- Ильдар Абдразаков («Ёлки 1914», 2014)
- Александр Бобровский («Орлова и Александров», 2014)
- В 2002 году был выпущен художественный фильм по мемуарам Ф. Шаляпина «Маска и душа». Текст от автора читал Владимир Симонов.
- Ильдар Абдразаков (сериал «Карамора», 2022)
- Александр Горбатов (сериал «Шаляпин», 2023)[66]

### Архив
В Российском государственном архиве литературы и искусства хранится объёмный личный фонд Ф. И. Шаляпина, который насчитывает 1443 единицы хранения и охватывает период с 1873 по 1978 гг. В фонде собран большой массив материалов артистической деятельности, многочисленные переписки (в том числе с М. Горьким, С. П. Дягилевым, М. Н. Ермоловой, А. И. Зилоти, В. И. Немировичем-Данченко и многими другими). Также здесь хранится большое количество статей и заметок о певце, включая подборку публикаций в зарубежной прессе; фотографии; рисунки самого Шаляпина и работы сына-художника Бориса Шаляпина; материалы родственников.

## Галерея
- В. А. Серов. Ф. И. Шаляпин в роли Ивана Грозного, 1897
- Ф. И. Шаляпин в 1890-е годы
- Карикатура П. Робера на Ф. И. Шаляпина, 1903
- Автопортрет в роли Досифея («Хованщина»), сделанный Ф. И. Шаляпиным на стене своей гримуборной в Мариинском театре, 1911
- C сыном Борисом, фото Льва Леонидова, 1911
- Шаляпин в образе Мефистофеля, подлинное цветное фото Прокудина-Горского, 1915
- Шаляпин в Нижнем Новгороде, 1896
- Б. М. Кустодиев. Портрет Ф. И. Шаляпина, 1921. Дом-музей Ф. И. Шаляпина в Санкт-Петербурге
- Портрет Ф. И. Шаляпина на почтовой марке СССР, посвящённой 100-летию со дня рождения В. А. Серова, 1965
- Почтовая марка СССР, 1973 год.
- Монета Банка России 1993 года
- Монета Банка России 2023 года
- Почтовая марка России, 2023 год

## Комментарии
1. ↑  Иные даты рождения и смерти, встречающиеся в некоторых источниках, являются ошибочными[8].